# الإرهاب في مصر (2013 - حاليا)
الإرهاب في مصر في يوليو/تموز 2013 خلال الاحتجاجات التي أعقبت خلع الرئيس محمد مرسي بعد سنة من توليه مقاليد الحكم عقب مظاهرات طالبت برحيله، وأعلن عن إجراءات صاحبت ذلك عُرِفت بخارطة الطريق، عارضها مؤيدو  محمد مرسي وقتها واعتبروها انقلابًا عسكريًّا، بينما أيدها معارضوه وقتها واعتبروها ثورة وتأييدًا لمطالب شعبية. وبالتوازي مع صعود الجماعات المسلحة على الساحة وتصاعد التمرد في سيناء بقيادة جماعة أنصار بيت المقدس وقيام تنظيمات مسلحة بهجمات عنيفة ضد الشرطة والجيش في وسط وغرب مصر. في السنوات الماضية، قامت جماعات إسلامية مسلحة، مثل حركة أجناد مصر وحركة المقاومة الشعبية وحركة حسم وحركة لواء الثورة. منذ عام 2013؛ تصاعد العنف في مصر كما تصاعد «تمرد» الجماعات الإسلامية وأنصارها ضد الحكومة المصرية.

## التسلسل الزمني
بعض الهجمات والاعتقالات الرئيسية مصنفة بالأعوام:

### 2013
- في 23 يوليو تسببت عبوة ناسفة في مقتل شخص وجرح 19 آخرين في محطة للشرطة في المنصورة.[23]
- في 24 يوليو إلقاء قنبلة على مبنى مديرية أمن الدقهلية، ما أسفر عن تفجير الدور الأول من قسم أول المنصورة ووقوع إصابات دون الإبلاغ عن حالات وفاة.
- في 29 يوليو شن جهاديون في العريش هجوم مسلح على مبنى الحماية المدنية، ما أسفر عن مقتل شخص واحد وإصابة أخر.
- في 4 أغسطس تم تفجير ضريحين للطرق الصوفية شمال سيناء دون وقوع قتلي أو مصابين.[24]
- في 13 أغسطس ثلاثة تفجيرات بعبوات ناسفة، الأول بمنطقة غرناطة على ساحل بحر العريش التي تتمركز بها قوة من الجيش، وآخر في محيط منطقة قسم ثاني العريش، والثالث بالقرب من قسم ثالث العريش بمنطقة الفواخرية. ولم تسفر التفجيرات عن أي خسائر بشرية.
- في 14 أغسطس حدثت أعمال انتقامية بعد أحداث فض اعتصامي رابعة العدوية والنهضة نفذها إسلاميون في جميع أنحاء الجمهورية أبرزها الهجوم علي قسم كرداسة بالجيزة بأسلحة آر بي جي وبنادق آلية ما أوقع 14 قتيلا بينهم لواءان وعقيد ونقيبان، ومهاجمة وإحراق 13 قسم شرطة والاستيلاء على أسلحتها، وإحراق 53 كنيسة في جميع المحافظات.[25]  كما أعلنت الجماعات الجهادية التمرد في سيناء وأعلنت عن «غزوة الثأر لمسلمي مصر» عبر سلسلة هجمات علي الشرطة والجيش بقيادة جماعة أنصار بيت المقدس.
- في  19 أغسطس مقتل 25 شرطيًّا وإصابة 3 آخرين في استهداف حافلتين لقوات الأمن في سيناء في كمين في هجوم لإسلاميين مسلحين شمال سيناء بقصف قذائف صاروخية ار بي جي على الكمين .[26]
- 9 سبتمبر أعلنت جماعة أنصار بيت المقدس عن سلسلة إصدارات أسمتها «غزوة الثأر لمسلمي مصر» ردا على إستباحة الجيش والشرطة لدماء المسلمين وقتل العزل في رابعة والنهضة ورمسيس عبر سلسلة من الإغتيالات والتفجيرات وأعلنت أنها تحارب الجيش والشرطة، وقام أحد أعضاء الجماعة والذي كان ضابطًا أنشق عن الجيش برتبة رائد يدعى وليد بدر بمحاولة اغتيال وزير الداخلية محمد إبراهيم عبر عملية انتحارية بسيارة مفخخة كان يقودها، أدي لمقتل حارس الوزير وتحطم أجزاء من السيارة، وقد بثت الجماعة فيديو تفجير الموكب.[27][28][29]
- 11 سبتمبر تفجير مبنى المخابرات الحربية في رفح بسيناء عبر سيارة مفخخة يقودها انتحاري أدى لمقتل 11، وما يزيد عن 17 مصاباً، وقد تبنت جماعة جند الإسلام التابعة لتنظيم القاعدة العملية الانتحارية.[30]
- في 5 أكتوبر فتح مسلحون النار بالقرب من قناة السويس في مدينة الإسماعيلية مما تسبب في مقتل خمس أشخاص.[31]
- في 7 أكتوبر تفجير انتحاري بسيارة مفخخة لمديرية أمن جنوب سيناء، وأسفر عن مقتل خمسة ضباط، وإصابة 50 فردًا من الشرطة، وأعلنت جماعة أنصار بيت المقدس مسؤوليتها عن العملية وتوعدت الشرطة بالمزيد من التفجيرات ضمن سلسلة إصدارات «غزوة الثأر لمسلمي مصر».[32]
- في 10 أكتوير تفجير انتحاري بسيارة مفخخة، استهدف نقطة تفتيش للجيش في شمال سيناء، أدى لمقتل 5 من الجيش المصري.
- في 19 أكتوبر تفجير مبنى المخابرات الحربية بالإسماعيلية عبر سيارة مفخخة يقودها انتحاري وقد تبنت جماعة أنصار بيت المقدس المسؤولية عن التفجير.[33]
- في 10 نوفمبر هجوم شنه مسلحون على منشأة عسكرية في محافظة الإسماعيلية، أدى لمقتل ضابطين من الجيش المصري، وإصابة أربعة آخرين.
- في 12 نوفمبر قام مسلحون بإطلاق نار على قوات الشرطة المتواجدة بقسم ثالث العريش، ومقتل ضابط وإصابة أخر.
- في 20 نوفمبر تفجير انتحاري بسيارة مفخخة في منطقة الخروبة بالقرب من مدينة العريش بشمال سيناء، أدي لمقتل 10 وإصابة 35 من الجيش والشرطة .
- في 20 نوفمبر اغتيال محمد مبروك المسؤول عن النشاط الديني في مصر في قطاع أمن الدولة عبر مسلحون قاموا بإطلاق الرصاص الكثيف عليه خارج منزله بمدينة نصر بالقاهرة 17 نوفمبر 2013.، وقد تبنت جماعة أنصار بيت المقدس العملية ضمن «غزوة الثأر لمسلمي مصر».[34]
- في 28 أكتوبر قتل المهاجمون 3 من الشرطة الذين تم نشرهم بالقرب من جامعة المنصورة في دلتا النيل بمصر.[35]
- في 24 ديسمبر تفجير مديرية أمن الدقهلية بقنبلة مما أسفر عن مقتل 16 شخصا وإصابة 150 آخرين، بينهم قيادات أمنية رفيعة، وخلف دمارًا هائلا بمبنى المديرية.
- في 29 ديسمبر تفجير مبنى المخابرات الحربية بالشرقية بعبوة ناسفة.

### 2014
- في 4 يناير تفجير بعبوة ناسفة على طريق الشيخ زويد، بمحافظة شمال سيناء، أسفر عن مقتل ضابط بالجيش المصري، وإصابة 3 أشخاص آخرين.[36]
- في 24 يناير تفجير مديرية أمن القاهرة عبر سيارة مفخخة تحمل 800 كجم متفجرات يقودها انتحاري اقتحمت محيط مقر المديرية ثم أنفجرت بداخلة أدت لمقتل 3 ضباط وإصابة 35، وبثت الجماعة مقطع للعملية.[37][38][39]
- في 26 يناير إسقاط مروحية عسكرية للجيش المصري بسيناء عبر صواريخ أطلقتها جماعة أنصار بيت المقدس.[40]
- في 26 يناير مقتل 3 من الجيش المصري في هجوم لمسلحي أنصار بيت المقدس.[41]
- في 28 يناير اغتيال محمد السعيد رئيس المكتب الفني لوزير الداخلية وقد أعلنت أنصار بيت المقدس مسؤوليتها عن العملية .[42] في 16 فبراير  تفجير حافلة طابا التي أسفرت عن مقتل أربعة أشخاص ، من بينهم ثلاثة سائحين كوريين وسائق حافلة مصري.  حذرت جماعة أنصار بيت المقدس جميع السائحين من مغادرة مصر قبل 20 فبراير 2014 وإلا سيتم قتلهم[43]
- في 15 مارس قُتل 6 جنود بعدما تم إلقاء قنابل عليهم في الحاجز.[44]
- في 19 مارس تم استهداف كبار المسؤولين فضلا عن اثنين من أعضاء أنصار بيت المقدس.[45]
- في بداية أبريل استهداف تجمع لقوات الأمن قرب ميدان النهضة بالقاهرة، مما أدى لمقتل ضابط أمن وجرح خمسة ضباط آخرين.
- في 18 أبريل، نفذ «أجناد مصر» تفجيرا في ميدان لبنان بمحافظة الجيزة (غرب القاهرة) يوم عن طريق عبوة ناسفة، مما أسفر عن مصرع ضابط.[46]
- في 2 مايو تفجيرين انتحاريين استهدفا حاجزًا أمنيًا وحافلة سياحية في محافظة جنوب سيناء.[47]
- في 6 مايو مقتل 4 من الجيش المصري وإصابة 17 ومقتل عشرات السياح في التفجيرين الانتحاريين التي قام بهم مسلحين تابعين لجماعة أنصار بيت المقدس وقعا يوم 2 مايو واستهدفا حاجزًا أمنيًا وحافلة سياحية في طابا في محافظة جنوب سيناء.[47]
- في 1 يونيو مقتل 6 من الجيش المصري في هجوم علي كمين في الفرافرة.
- في 14 يونيو تفجير عبوات ناسفة في محيط قصر الاتحادية بالقاهرة، مما أسفر عن مقتل رجلي شرطة.
- في 19 يوليو  مقتل 25 شخصا من الجيش المصري في مذبحة الفرافرة وقد رفع المسلحون أعلام تنظيم القاعدة.
- في 28 أغسطس ذبح 4 رجال سيناويبن واتهمتهم بالتجسس علي جماعة أنصار بيت المقدس لصالح الموساد وتزويد إسرائيل بمعلومات استخبارية عن أماكن تمركزهم.[48]
- 4 سبتمبر تفجير مدرعة للأمن المركزي تابعة لوزارة الداخلية، أسفر عن مقتل 11 عنصرا من قوات الأمن المركزي وقد تبنت جماعة أنصار بيت المقدس العملية.[49]
- في 5 أغسطس قُتل سبعة أشخاص خلال هجوم انتحاري.[50]
- في 14 سبتمبر قُتل 7 من قوات الأمن رفيعي المستوى على يد مسلحين في السويس.[51]
- في 24 أكتوبر تفجير إنتحاري أستهدف نقطة تفتيش للجيش في كرم القواديس، أسفر عن مقتل 25 عسكريا من الجيش المصري، وقد تبنت جماعة أنصار بيت المقدس العملية.
- في 10 نوفمبر أعلنت جماعة أنصار بيت المقدس مبايعة أبو بكر البغدادي خليفة للمسلمين وإعلان سيناء ولاية تابعة للخلافة كما تصاعدت قدراتها العسكرية والمعلوماتية والعددية عبر الدعم الذي جائها من الدولة الإسلامية في العراق والشام، ووجهت الجماعة رسالة إلى الشعب المصري دعتهم فيها إلى مواجهة النظام الحالي بالسلاح، مضيفة أنه «لن تنفعكم السلمية المخزية، ولا الديمقراطية الكفرية، وقد رأيتم كيف أودت بأصحابها وأربابها».[52][53]

### 2015
- في 29 يناير تفجير إنتحاري أستهدف نادي وفندق القوات المسلحة ومقر الكتيبة 101 في العريش، واستراحة للضباط قرب قسم شرطة العريش ليلا، وقد قُتل في الهجوم 32 عسكري ومدني.[54]
- في 15 فبراير، ذبح 21 مسيحي مصري كانوا قد اختطفوا في سرت في فيديو بثه تنظيم الدولة الإسلامية وقد نشرت مجلة دابق التابعة للتنظيم كانت في وقت سابق صور المختطفين وهددت بقتلهم «انتقامًا للنساء المسلمات التي خطفتهم الكنيسة القبطية».[55][56]
- في 6 مارس، مقتل 3 رجال شرطة في هجوم في المحلة.[57]
- في 15 أبريل، تم قتل 3 طلاب عسكريين في هجوم تفجيري.[58]
- في 29 يونيو، إغتيال النائب العام هشام بركات إثر تفجير سيارته عبر تنظيم المرابطون الذي يقوده ضابط الصاعقة السابق هشام عشماوي.[59]
- في 1 يوليو، قتل 9 مسلحون على يد الشرطة في الجيزة.[60]
- في 1 يوليو، شن سلسلة هجمات منسقة واسعة النطاق على نقاط تفتيش للجيش المصري ومركز شرطة الشيخ زويد قٌتِل فيها 70 شرطيًا على الأقل.[61][62]
- في 1 يوليو نفذت ولاية سيناء أكبر هجماتها حين هاجم ما لا يقل عن 300 مقاتل مدينة الشيخ زويد وهزموا قوات الجيش والشرطة وسيطروا عليها لفترة قصيرة قبل أن تتمكن التعزيزات والقوة الجوية المصرية من استعادة المدينة.

- في 11 يوليو، انفجرت سيارة مفخخة أمام مقر القنصلية الإيطالية في العاصمة المصرية القاهرة ما أدى إلى مصرع شخص واحد على الأقل، وإصابة 4 آخرين، تبنى تنظيم الدولة الإسلامية مسئولية الحادث.
- في 17 يوليو، قتل 6 أشخاص خلال اشتباكات في القاهرة.
- في 28 يوليو، انفجار عبوتان ناسفتان في شارع الطيران و يوسف عباس بمدينة نصر، مما تسبب في إنقطاع الكهرباء بالمنطقة، ولكن بدون وفيات مُعلنة.[64][65][66][67]
- 28 يوليو، تفجير دبابة للجيش من طراز M60 بعبوة ناسفة شمال سيناء[68]
- في 20 أغسطس، تفجير مبنى الأمن الوطني بمدينة شبرا الخيمة بمحافظة القليوبية، أسفر الحادث عن وقوع 30 مصاباً.[69]
- في 24 أغسطس، أدى تفجير أتوبيس إلى مصرع 3 رجال شرطة وإصابة 33 آخرين في محافظة البحيرة.
- في 31 أكتوبر، تفجير وإسقاط الطائرة الروسية في سيناء[70]، وقتل فيها ما يزيد عن 224 سائح روسي وتعد أكبر عملية أستهدفت السياح في تاريخ مصر، وفي مساء الأربعاء 18 نوفمبر، نشرت مجلة دابق الإلكترونية التابعة لتنظيم الدولة الإسلامية صورة قالت إنها للقنبلة التي استخدمتها في تنفيذ عمليتها وتفجير الطائرة. وأظهرت الصورة قنبلة بدائية الصنع قال أن التنظيم أنه استطاع تهريبها إلى الطائرة من مطار شرم الشيخ عبر ثغرة أمنية.[71]
- في 21 سبتمبر، قتلت الشرطة 10 مسلحين في الواحات البحرية، بعدما قتلت الشرطة 12 شخصًا من بينهم سياح مكسيكيين في هجوم خاطئ.
- في 25 سبتمبر، تم قتل 9 مسلحين في أعقاب تفجير القنصلية الإيطالية في القاهرة.

### 2016
- 8 يناير - مسلحان بسلاح أبيض ومواد مشتعلة، وصلا عن طريق البحر وهاجما فندق بيلا فيستا في مدينة الغردقة. وقاما بطعن 3 سياح أجانب من السويد والنمسا. تم إرداء أحد المعتدين قتيلا فيما تمت إصابة الآخر من قبل قوات الأمن (هجوم الغردقة 2016).
- 21 يناير - أصيب 9 أشخاص من بينهم 6 رجال شرطة، بالإضافة إلى عشرة آخرين في الجيزة، حين انفجرت قنبلة، بعد مداهمة مخبأ لتنظيم الدولة الإسلامية.
- 16 يوليو، اغتيال رئيس مباحث مركز طامية بالفيوم، وإصابة إثنين أخرين من قوات المركز بطلقات نارية وقد تبنت حركة سواعد مصر العملية.
- 5 أغسطس، محاولة إغتيال فضيلة الشيخ د/ علي جمعة (مفتي الجمهورية السابق) أثناء خروجه من منزله للصلاة في المسجد و نجا من هذا الإغتيال، بينما تبادل حراس الشيخ مع الملثمون باطلاق النار و أصيب أحد حراس الشيخ بطلق ناري في قدمه و فر الملثمون مستقلين سيارة كانت تنتظرهم.
- 21 أغسطس، اغتيال ضابطين وإصابة 5 أخرين عبر إطلاق نار من مسلحين على كمين العجيزي في مدينة السادات بالمنوفية.[72]
- 8 سبتمبر، اغتيال أمين شرطة بقسم شرطة أول أكتوبر امام مسكنه من مسلحين حركة سواعد مصر.[73]
- 29 سبتمبر، محاولة إغتيال زكريا عبد العزيز أحد كبار مساعدي المدعي العام في مصر بينما كان عائدا من مكتبه في شرق القاهرة.
- 29 سبتمبر - انفجرت سيارة بعد مرور سيارة النائب العام. أصيب مواطن مدني واحد.
- 8 أكتوبر، إغتيال ضابط بالأمن الوطني أمام منزله ب8 طلقات في جسده منهم طلقة في الرأس عبر ملثمان يستقلان دراجة بخارية في محافظة البحيرة.[74]
- 4 نوفمبر، محاولة اغتيال القاضي المحلّي أحمد أبو الفتوح في مدينة نصر، يُشار إلى أنّ أبو الفتوح كان أحد القضاة الثلاثة الذين حكموا على الرئيس الأسبق محمد مرسي بالسّجنِ عشرين عاما في عام 2015.[75]
- 22 أكتوبر: اغتيال العميد عادل رجائي، قائد الفرقة التاسعة مدرعات بالجيش المصري عبر إطلاق مسلحون عليه نار أمام منزله بضاحية العبور (شرق القاهرة)، والذي كان أحد أبرز المشاركين في فض اعتصام رابعة العدوية، وقد تبنت حركة سواعد مصر التابعة لجماعة الإخوان المسلمون العملية.[76]
- 28 أكتوبر - قتلت قنبلة شخص وأصابت آخر. حدث الانفجار في القاهرة.
- 19 نوفمبر - انفجرت عبوة ناسفة في شقة بحي منشية ناصر.
- 9 ديسمبر -
  - توفي مواطن مدني وأصيب 3 آخرون في هجوم تفجيري في كفر الشيخ.
  - قُتل 6 ظباط شرطة ومواطن مدني واحد في تفجير بالقرب من نقطة تفتيش في القاهرة. أصيب 3 ظباط آخرين و4 مواطنين بسبب الانفجار. وأعلنت حركة حسم مسئوليتها عن الهجوم.
- 11 ديسمبر -  تفجير انتحاري في الكنيسة البطرسية في القاهرة قتل 25 شخصًا على الأقل وأصيب 49.
- 12 ديسمبر - اصطدمت سيارة عسكرية بقنبلة على جانب الطريق خلال حملة أمنية على مدينة الشيخ زويد في شمال سيناء، ما قتل 4 جنود. أعلنت داعش مسئوليتها عن الحادث.

### 2017
- 3 يناير - تم قتل رجل أعمال مسيحي بواسطة إسلامي سلفي لبيعة الكحول في محله في الإسكندرية.[بحاجة لمصدر]
- 6 يناير - تم قتل مواطنين مصريين مسيحيين. تم قتلهم بسبب عقيدتهم بحسب ما قاله شقيق السيدة القتيلة.
- 16 يناير - قُتل 8 ظباط أمن مصريين وأصيب 3 آخرون حين تم الهجوم على نقطة التفتيش الخاصة بهم على بعد حوالي 70 كم من الواحات الخارجة من قبل مسلحين غير معروفين. تم قتل على الأقل 2 من المعتدين، فيما هرب الآخرون.
- 1 أبريل - إنفجرت دراجة نارية مفخخة خارج مركز تدريب للشرطة، ما أسفر عن مقتل ضابط وإصابة 12 آخرين، بالإضافة إلى 3 مدنيين.
- 9 أبريل - تفجيرات كنيستي مار جرجس ومار مرقس
 
  - قتل 45 شخصا على الأقل وأصيب 126 على الأقل في انفجار في كنيسة قبطية في طنطا. أظهرت التحقيقات الأولية أن الإرهابي فجر نفسه أثناء خدمات أحد السعف التي تقدمها الكنيسة، مسببًا دمار شامل في المشهد.
  - كان هناك هجوم آخر أيضًا بالقرب من قسم شرطة في طنطا.
  - قام انتحاري بتفجير نفسه خارج كنيسة سان مارك في الإسكندرية في المنشية. وتم تسجيل خسائر.
  - كان هناك انفجار أيضا في شارع الشهداء في الإسكندرية.
- 19 أبريل هجوم علي نقطة تفتيش للشرطة المصرية بالقرب من دير سانت كاترين جنوب سيناء أسفر عن مقتل وإصابة 4 وقد تبنت ولاية سيناء الهجوم.[77]
- 1 مايو - تم الهجوم على موكب للشرطة في مدينة نصر في القاهرة حين أطلق مسلحون في سيارتين النار على الموكب. قتل الهجوم 3 ظباط شرطة وأصاب 5.
- 26 مايو - حادث حافة المنيا - تم قتل 28 شخص وإصابة 25 حين فتح مسلحون النار على أتوبيس يحمل ركابًا مسيحيين في مصر الوسطى.
- 1 يونيو - تم قتل 3 جنود وضابط جيش مصري في انفجار قنبلة بالقرب من الباويطي في الصحراء الغربية، أكد الجيش ذلك في بيان له.
- 18 يونيو - قُتل رجل شرطة مصري وأصيب 4 بسبب عبوة ناسفة على جانب الطريق بالقرب من منطقة المعادي في القاهرة.
- 19 يونيو، مقتل ضابط شرطة وإصابة أربعة آخرين بعبوة ناسفة مضادة للمركبات أسفل الطريق الدائري عند أوتوستراد المعادي جنوب القاهرة وتفجيرها لحظة مرور المركبة.
- 7 يوليو - تم إرداء ضابط بالأمن الوطني المصري قتيلًا يوم الجمعة بواسطة مسلحين في محافظة القليوبية.
- 7 يوليو، مقتل 23 من الجيش المصري، وإصابة 32 أخرين في هجمات بسيارات مفخخة لتنظيم الدولة الإسلامية على الكتيبة 103 صاعقة وتأكد مقتل قائد الكتيبة، وتبنت ولاية سيناء الهجوم، وقالت أن عدد قتلى الجيش المصري لا يقل عن 60.[78][79] وارتفع عدد قتلى الجيش فيما بعد إلى 26 قتيل.[80]
- 14 يوليو -
  - هجم مسلحون على نقطة تفتيش أمن مصرية، ما أدى لمقتل 5 رجال شرطة في منطقة جنوب العاصمة.
  - هجوم الغردقة 2017: مقتل سائحتان ألمانيتان، ومواطنة تشيكية متأثرًا بجراحها في مستشفى بالقاهرة فيما أصيب 3 سياح آخرون وذلك حين اعتدى عليهم رجل مسلح بسكين في منتجع في الغردقة. تواصل المعتدي مع تنظيم داعش عبر الإنترنت وأسندت له مهمة مهاجمة السياح الأجانب على شواطئ الغردقة بواسطة الجماعة.
- 3 أغسطس - قتل رجل شرطة وشخص مدني وأصيب 3 آخرون في هجوم على دورية شرطة في إسنا، جنوب الأقصر.
- 8 أغسطس - مقتل مجموعة من ضباط شرطة مسلحين وإصابة آخر في قرية تقع شمالي القاهرة.
- 11 سبتمبر، مقتل 18 شرطيًا في هجوم على قافلة أمنية بمدينة العريش شمال سيناء، بدأ الهجوم بعبوات ناسفة استهدفت أربع عربات مدرعة، أعقبه هجوم بأسلحة آلية من المسلحين وتبادل إطلاق نار مع قوات الأمن بالطريق الدولي غربي العريش، كما قاموا بقطع الطريق لمنع عربات الإسعاف والمطافي من الوصول لمكان الهجوم.[81]
- 2 أكتوبر -
- 2 أكتوبر - أعلنت وزارة الداخلية المصرية أن الشرطة قتلت 3 مسلحين مشتبه بهم في تبادل لإطلاق النار في ضاحية جنوب القاهرة. حدث تبادل إطلاق النار في مقبرة تحت الإنشاء في مدينة 15 مايو الواقعة جنوب القاهرة، حيث كانت قوات الأمن تحاول القبض عليهم. تم العثور على بنادق وذخيرة في مشهد الحدث.
- 20 أكتوبر - هجوم طريق الواحات هو هجوم نفذه ضابط صاعقة سابق يدعي «عماد الدين عبد الحميد» أنضم عقب عزل الرئيس الأسبق محمد مرسي إلي تنظيم المرابطون الذي يقوده هشام عشماوي ضابط الصاعقة السابق الذي بايع تنظيم القاعدة، ووردت معلومات لقطاع الأمن الوطنى عن مكاناً لهم بطريق الواحات وحدثت اشتباكات بين مسلحي تنظيم المرابطون وضباط الأمن الوطني وقوات العمليات الخاصة أسفرت عن مقتل عشرات الضباط وأسر آخرين، ثم تدخل الطيران الحربي لقصف المسلحين في الواحات وتحرير الضباط المختطفين، أعلنت وزارة الداخلية عن مقتل 16 ضابط شرطة، وإصابة 15، وفقدان واحد بالإضافة إلى 15 قتيل أو مصاب من الإرهابيين. نشرت رويترز وهيئة الإذاعة البريطانية أن 52 رجل شرطة قد قتلوا، بما في ذلك 23 ضابط وفقًا لرويترز، و18 وفقًا لبي بي سي اعتمادا على مصادر أمنية غير معلنة. كان هذا توبيخًا لخدمة معلومات الدولة المصرية.[82][83][84]
- 19 ديسمبر، قصف طائرة وزير الدفاع صدقي صبحي ووزير الداخلية اللواء مجدى عبدالغفار بصاروخ من نوع كورنيت أثناء هبوطها في مطار العريش بمحافظة شمال سيناء، أسفر عن إعطابها ومقتل ضابط وإصابة اثنين آخرين وعن تلفيات في طائرة هليكوبتر، وقد تبني تنظيم ولاية سيناء الهجوم وبث مقطع للحظة القصف الصاروخي.[85][86]
- 29 ديسمبر - حادث كنيسة مارمينا 2017 - توفي 11 شخصا في هجومين على مسيحيين أقباط في جنوب القاهرة: 8 مدنيين وضابط شرطة قُتلوا في إطلاق للنار خارج كنيسة، وقتل مدنيين آخرَيْن في متجر مملوك لمواطن مسيحي. تم قتل واحد من المعتدين بواسطة الشرطة وقد تبنت ولاية سيناء العملية.

### 2018
- في 1 يناير قُتل اثنين من المسيحيين المصريين برصاص مسلح خلال احتفالهما بالعام الجديد في متجر لبيع الخمور.[87]
- في 24 مارس محاولة إغتيال مدير أمن الإسكندرية أمام المعسكر الروماني في سيدي جابر عبر وضع قنبلة تحت سيارته وقد قُتل ضابطين وأصيب 5 أخرين وقد تبنت حركة سواعد مصر العملية.[88][89][90]

- 14 أغسطس: تفجير إنتحاري استهدف قاعدة عسكرية مصرية وسط سيناء أسفر عن مقتل ثمانية على الأقل وإصابة 15 آخرين من الجيش المصري.[91]
- 30 سبتمبر، تفجير دبابة جنوب الشيخ زويد، ومقتل وإصابة طاقمها.[92]

- 2 نوفمبر، استهداف بالرصاص لمسيحيين في محافظة المنيا كانوا يستقلون حافلة في الطريق إلى دير الأنبا صموئيل، أسفر الهجوم عن مقتل 9 وإصابة 13 آخرين، ود تبنت ولاية سيناء الهجوم.[93]
- 28 ديسمبر، تفجير عبوة ناسفة استهدفت حافلة سياح فيتناميين قرب الإهرامات في محافظة الجيزة علي يد مسلحين إسلاميين، أدي لمقتل ثلاثة سياح فيتناميين ومرشد سياحي مصري وجرح 12 شخصا آخر.[94]

### 2019
- 17 يناير مقتل 7 من الجيش المصري بينهم ضابط في أشتباكات مع مسلحي ولاية سيناء.[95]
- 16 فبراير: هجوم على ثكنة عسكرية مصرية في مطار العريش في سيناء.أسفر الهجوم عن مقتل 7 من المهاجمين و15 من قوات الأمن المصرية بينهم ضابط.بينما إدعت ولاية سيناء مقتل 20 من قوات الأمن المصرية وعرضت صورًا من الاشتباك.[91]
- 19 فبراير، تفجير إنتحاري إستهدف ضباط أمن دولة بمنطقة الأزهر بمحافظة القاهرة، ما أدي لمقتل ضابطين وإصابة 3.[96]
- 9 أبريل، تفجير إنتحاري إستهدف نقطة تفتيش للشرطة المصرية أدي لمقتل مقتل 7 بينهم 4 ضباط شرطة ورئيس مباحث.[97][98]
- 16 مايو، مقتل 5 عسكريين من الجيش المصري في أشتباكات مع مسلحين إسلاميين شمال سيناء.[99]
- 5 يونيو مقتل ثمانية من عناصر الأمن بينهم ضابط إثر هجوم على نقطة تفتيش في سيناء المصرية.
- 26 يونيو مقتل 7 من الجيش المصري بينهم ضابط في هجمات لجهاديين استهدفت 3 كمائن بالأسلحة الخفيفة شمال سيناء [95]
- 26 مارس. مقتل 3 بينهم مجند وإصابة 10 عمال في كمين لمسلحين تنظيم ولاية سيناء ببئر العبد.
- 19 مايو تفجير استهدف حافلة سياح من جنوب أفريقيا كانت تقلهم قرب منطقة أهرامات الجيزة في غرب العاصمة المصرية علي يد مسلحين إسلاميين، أُصيب 17 شخصاً على الأقلّ.[100]
- 27 سبتمبر مقتل 3 من الجيش المصري ومدني وإصابة في هجوم لمسلحين إسلاميين على نقطة تفتيش أمنية في محافظة شمال سيناء.[101][101]
- 4 نوفمبر أعلن الجيش المصري مقتل عدد من جنوده شمال سيناء.[102]

### 2020
- 3 فبراير، الهجوم على خط غاز في سيناء[103]
- 1 فبراير، مقتل وإصابة 10 عسكريين إثر انفجار عبوة ناسفة في شمال سيناء.[104]
- 14 أبريل، مقتل ضابط أمن وطني في منطقة الأميرية في القاهرة خلال إشتباك مع مسلحين إسلاميين يعتقد أنهم من حركة حسم.[105]
- 1 مايو، مقتل وإصابة 10 من الجيش المصري في انفجار عبوة ناسفة ببئر العبد شمال سيناء.[106]
- 3 مايو،  تدمير مدرعة للجيش المصري برفح.[107]
- 20 مايو، مقتل 6 من الجيش المصري وإصابة آخرين في كمين أقامه مسلحين ولاية سيناء.[106]
- 29 أغسطس، تفجير دبابة للجيش المصري في مدينة الشيخ زويد بمحافظة شمال سيناء ومقتل وإصابة طاقمها.[108]

### 2021
- 22 يناير، تفجير عربة مصفحة لوزارة الداخلية المصرية بعبوة ناسفة شديدة الإنفجار، أدي لمقتل وإصابة 4 من أفراد الشرطة المصرية.[109]
- 19 أبريل، إعدام مسيحي يدعي نبيل حبشي منشئ كنيسة العذراء مريم بمدينة بئر العبد و2 من قبيلة الترابيين متعاونين مع الجيش رميا بالرصاص في سيناء.[110]
- 30 أبريل، مقتل وإصابة 10 عسكريين بأحد المركبات المدرعة جنوب مدينة بئر العبد بشمال سيناء.[111]
- 1 يونيو، مقتل قائد قوات التدخل السريع بالجيش المصري برصاص قناص في هجوم بسيناء.[112]
- 5 يونيو، مقتل 6 من الجيش المصري وإصابة آخرين وإعطاب دبابة بهجوم نوعي في سيناء.[113]
- 14 يونيو، مقتل ضابط في المخابرات الحربية المصرية برتبة مقدم أركان حرب.[114]
- 31 يوليو، مقتل أكثر من 5 من عناصر الأمن في إشتباكات مع عناصر ولاية سيناء.[115]
- 1 أغسطس، مقتل 6 من الجيش المصري وإصابة 2 آخرين بهجوم لمقاتلي ولاية سيناء.[116]
- 1 أغسطس، مقتل 5 ضباط من الشرطة المصرية في كمين نصبه مسلحي ولاية سيناء[117]
- 13 أغسطس، مقتل وإصابة 9 من الجيش المصري باشتباكات في سيناء بهجوم مسلح لولاية سيناء.[118]
- 2 أكتوبر، إسقاط طائرة بدون طيار شمال سيناء.[119]
- 17 ديسمبر، تفجير دبابة للجيش المصري بمدينة رفح في محافظة شمال سيناء، أسفر الهجوم عن مقتل 2 وإصابة 3 آخرين.

### 2022
- 14 فبراير مقتل عنصر في اتحاد قبائل سيناء بهجوم لـ«ولاية سيناء»[120]
- 28 فبراير مقتل عنصرين من المجموعات القبلية المساندة للجيش بهجوم في محافظة شمال سيناء.[121]
- 14 مارس مقتل وإصابة عشرة عسكريين، وسبعة من المجموعات القبلية المساندة للجيش في هجمات متتالية على مناطق متفرقة من محافظة شمال سيناء، بما فيها مدينة العريش.[122]
- 24 مارس مقتل 4 عناصر وإصابة ثلاثة من «اتحاد مجاهدي سيناء» الموالي للجيش جنوب الشيخ زويد في هجوم لولاية سيناء.[123]
- 2 أبريل إعدام متعاونين مع الأمن رميا بالرصاص في قرية الهميصة، جنوب مدينة بئر العبد شمال سيناء.[124][125]
- 7 أبريل طعن القمص أرسانيوس وديد كاهن كنيسة بمنطقة كرموز بالإسكندرية علي يد مسن سبق انضمامه للجماعة الإسلامية بأسيوط.[126]
- 7 مايو هجوم قناة السويس 2022 مقتل 17 عسكريا من الجيش المصري وإصابة 5 آخرين من الكتيبة 505 مهام سرية خلال هجوم مسلح استهدف محطة رفع مياه شرقي قناة السويس غرب سيناء.[127][128]
- 11 مايو مقتل 6 عسكريين بينهم ضابط وإصابة 2 آخرين من الجيش المصري في مدينة رفح بمحافظة شمال سيناء بهجوم مسلح.[129][130]
- 19 مايو، محاولة تفجير إنتحاري لكمين للشرطة المصرية شمال سيناء.[131]

## الحصيلة
| السنة   | عدد الوفيات | عدد الإصابات |
| ------- | ----------- | ------------ |
| 2013    | غير معروف   | غير معروف    |
| 2014    | غير معروف   | غير معروف    |
| 2015    | غير معروف   | غير معروف    |
| 2016    | غير معروف   | غير معروف    |
| 2017    | غير معروف   | غير معروف    |
| 2018    | غير معروف   | غير معروف    |
| 2019    | غير معروف   | غير معروف    |
| 2020    | غير معروف   | غير معروف    |
| 2021    | غير معروف   | غير معروف    |
| 2022    | غير معروف   | غير معروف    |
| المجموع | 3277+       | +12.200      |

جدول يبين ارقام ضحايا الإرهاب في السنين السابقة